# بطولة الماسترز للغولف
بطولة الماسترز (يشار إليها عادةً باسم الماسترز، أو بطولة الماسترز الأمريكية خارج أمريكا الشمالية) هي إحدى البطولات الأربع الكبرى في لعبة الجولف للمحترفين. تلعب غالبا في الأسبوع الأول من شهر أبريل، يعد أولى البطولات الكبرى التي تقام كل سنة، وعلى عكس البطولات الآخرى، تقام دائمًا في نفس الموقع، نادي أوغوستا الوطني للغولف، وهو ملعب خاص في جنوب شرق الولايات المتحدة، في مدينة أوغوستا، جورجيا.
مؤسس البطولة هو بطل الهواة بوبي جونز والمصرفي الاستثماري كليفورد روبرتس. بعد فوزه في البطولات الاربع الكبرى في عام 1930، استحوذ جونز على مشتل نبات سابق وقام بتصميم نادي أوغوستا الوطني رفقة المهندس المعماري أليستر ماكنزي. ولعبت البطولة لأول مرة في عام 1934، البطولة جائزة ماليًة رسميًة في جولة بي جي إيه والجولة الأوروبية وجولة اليابان للغولف. عدد اللاعبين محدود مقارنة بالبطولات الكبرى الأخرى لأنه حدث بالدعوة، ينظم من قبل نادي أوغوستا الوطني للغولف.
البطولة لديها عدد من التقاليد. منذ عام 1949، تم منح سترة خضراء للبطل، الذي يتعين عليه إعادتها إلى النادي بعد عام واحد من فوزه، على الرغم من أنها تظل ملكًا شخصيًا له ويتم تخزينها مع سترات الأبطال الآخرين في متحف مخصص لذلك. يستخدم لاعب الجولف الذي يفوز بالحدث عدة مرات نفس الجاكيت الأخضر الممنوح له عند فوزه الأول (ما لم يكن بحاجة إلى سترة بقياس جديد). عشاء الأبطال، الذي افتتحه بن هوجان في عام 1952، يقام يوم الثلاثاء قبل كل بطولة، وهو خاص بالأبطال السابقين وبعض أعضاء مجلس إدارة نادي أوغوستا الوطني للغولف. ابتداءً من عام 1963، يقوم لاعبو الجولف الأسطوريون، غالبا من الأبطال السابقين، بضرب نقطة الإنطلاق الفخرية في افتتاح الجولة الأولى لبدء اللعب. ومن بين هؤلاء فريد ماكليود وجوك هاتشينسون وجين سارازين وسام سنيد وبايرون نيلسون وأرنولد بالمر وجاك نيكلوس وجاري بلاير. منذ عام 1960، أقيمت مسابقة شبه اجتماعية في يوم الأربعاء، اليوم السابق للجولة الأولى.
حقق جاك نيكلوس أكبر عدد من مرات الفوز بالماسترز، برصيد ستة مرات بين عامي 1963 و 1986. فاز تايجر وودز بخمس مرات بين عامي 1997 و 2019. فاز بالمر بأربع مرات بين عامي 1958 و 1964. فاز خمسة لاعبين بثلاثة ألقاب في أوغوستا: جيمي ديماريت، سام سنيد، غاري بلاير، نيك فالدو، وفيل ميكلسون. لاعب من جنوب أفريقيا كان أول لاعب غير أمريكي يفوز بالبطولة عام 1961. والثاني هو سيف باليستيروس من أسبانيا، بطل عامي 1980 و 1983.
افتتحت حلبة أوغوستا الوطنية لأول مرة منذ 87 سنة في عام 1933 وتم تعديل تصميمها عدة مرات من قبل مهندسين معماريين مختلفين. من بين التغييرات: تم إعادة تشكيل العشب، وفي بعض الأحيان، أعيد تصميمها بالكامل، وأضيفت مخابئ، وتم توسيع مخاطر المياه، وتم بناء صناديق قمزة جديدة، وزرع مئات الأشجار، وتم تركيب عدة أكوام.

## التاريخ

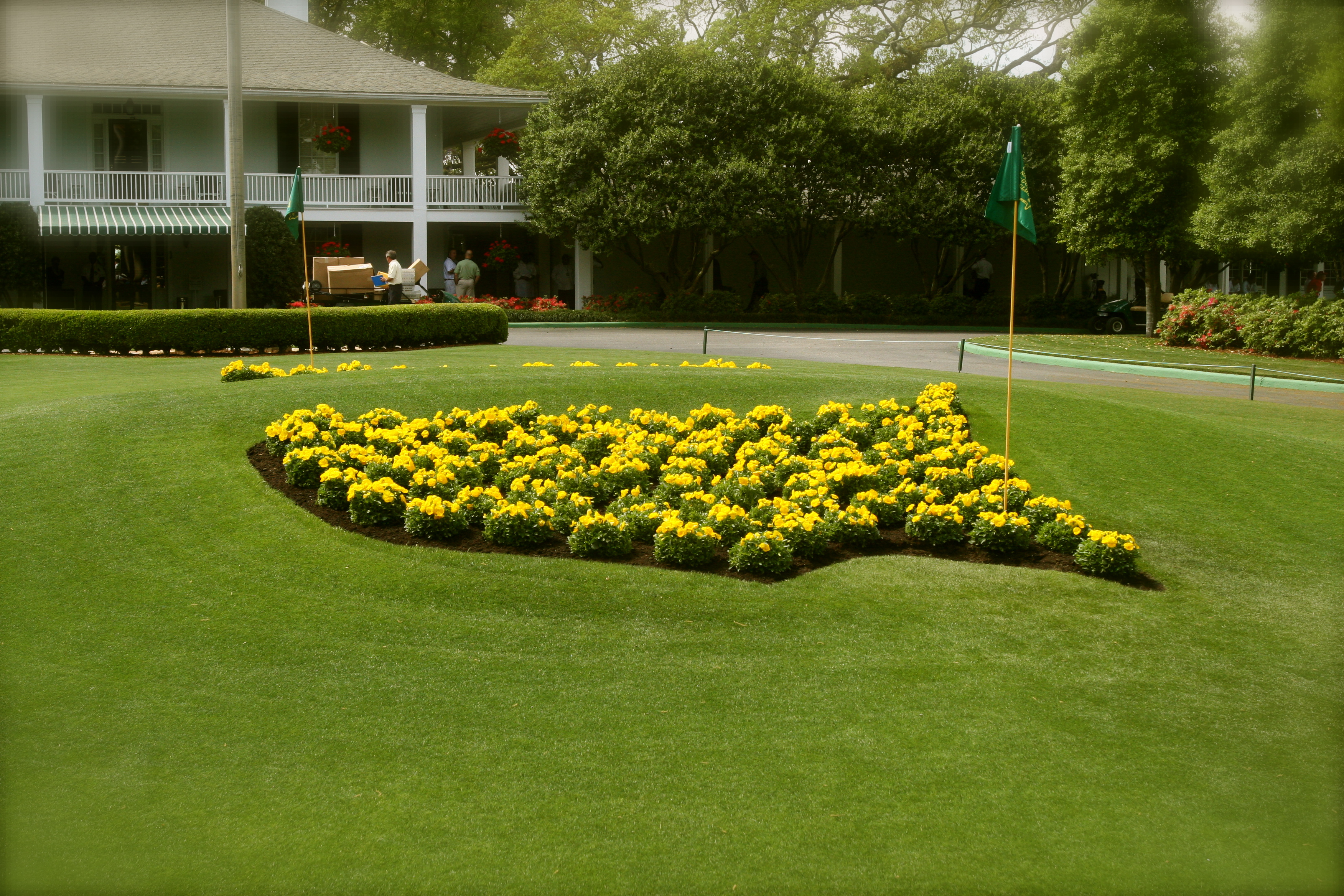
شعار الماسترز
عند مدخل النادي

### نادي أوغوستا الوطني للغولف
نشأت فكرة أوغوستا الوطني مع بوبي جونز، الذي أراد بناء ملعب للجولف بعد تقاعده من اللعبة. طلب المشورة من كليفورد روبرتس، الذي أصبح فيما بعد رئيسًا للنادي. وصادفوا قطعة أرض في أوغوستا، جورجيا، قال جونز: «رائع! أعتقد أن هذا الميدان بقي هنا كل هذه السنوات في انتظار شخص ما لتأتي ويبني ملعب للجولف عليه». كانت الأرض عبارة عن مزرعة للنيلي في أوائل القرن التاسع عشر ومشتل للنباتات منذ عام 1857. استأجر جونز أليستر ماكنزي للمساعدة في تصميم الملعب، وبدأ العمل عام 1931. تم افتتاح الدورة رسميًا في عام 1933، ولكن مات ماكنزي قبل أن تُلعب بطولة الماسترز الأولى.

### سنوات البطولة الأولى
بدأت بطولة «اوغوستا الوطنية الاستدعائية» الأولى، كما كان يُعرف أصلاً، في 22 مارس 1934، وفاز بها هورتون سميث، الذي حصل على الجائزة الأولى وقيمتها 1500 دولار. تم اعتماد الاسم الحالي في عام 1939. تم لعب الدورة الأولى في الحفر الحالية من 10 إلى 18، ومن 1 إلى 9 في البطولة الثانية ثم تم عكسها بشكل دائم إلى شكلها الحالي بداية من دورة 1935.
في البداية، كان نطاق دعوة أوغوستا الوطني يتألف من شركاء بوبي جونز المقربين. وكان جونز قد طلب إلى الاتحاد الاميركي للغولف عقد بطولة الولايات المتحدة المفتوحة في أوغوستا لكن الاتحاد رفض الطلب، مشيرا إلى أن صيف جورجيا الحار من شأنه أن يؤثر على ظروف اللعب. لم تُلعب البطولة من عام 1943 إلى عام 1945، بسبب الحرب العالمية الثانية. للمساعدة في المجهود الحربي، تمت تربية الماشية والديوك الرومية في أراضي أوغوستا الوطنية.
فاز بايرون نيلسون بأول لقبين من ألقاب الماسترز في عام 1937. فاز جيمي ديماريت بثلاث مرات كذلك سام سنيد في الأربعينيات والخمسينيات من القرن الماضي. فاز بن هوجان بالبطولة عامي 1951 و 1953 وحصل على المركز الثاني في أربع مناسبات.

### الستينيات والسبعينيات
سيطر الثلاثة الكبار أرنولد بالمر وجاري بلاير وجاك نيكلوس على الماسترز من عام 1960 حتى عام 1978، وفازوا بالحدث 11 مرة مجتمعين خلال تلك الفترة. فاز بالمر بفرق ضربة واحدة في عامي 1958 و 1960. استمر بالمر في الفوز بجائزتي ماستر آخرين في عامي 1962 و 1964.

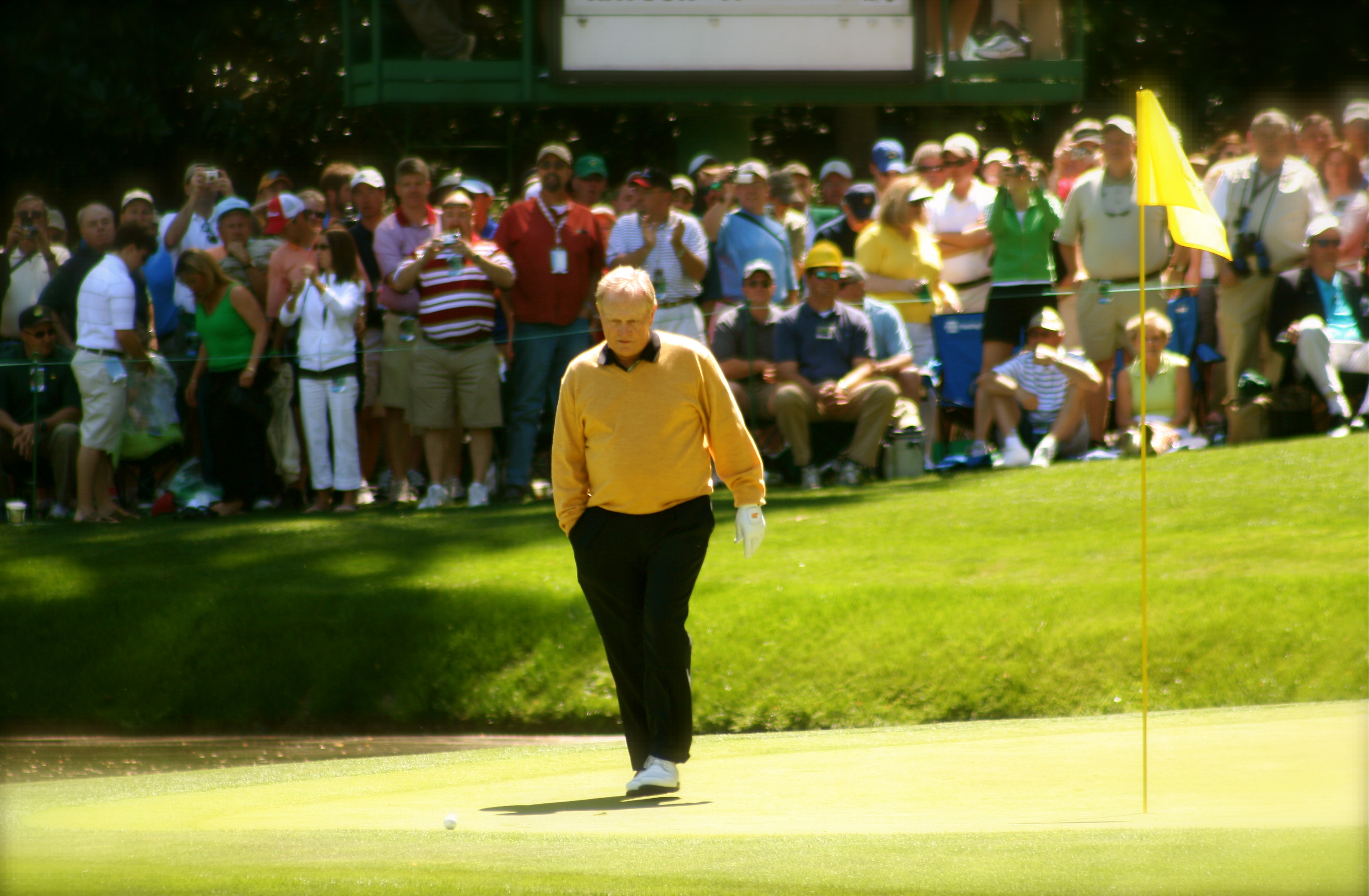
جاك نيكلوس
في مسابقة 2006

ظهر جاك نيكلوس في أوائل الستينيات كمنافس للاسطورة بالمر. فاز نيكلوس بأول سترة خضراء في عام 1963، وهزم توني ليما بضربة واحدة. بعد ذلك بعامين، سجل رقمًا قياسيًا في ذلك الوقت وهو 271 (17 تحت المعدل) ليحقق فوزه الثاني في بطولة الماسترز، مما دفع بوبي جونز إلى القول إن نيكلوس لعب «لعبة لست على دراية بها». في العام التالي، فاز نيكلاوس بسترته الخضراء الثالثة في مباراة فاصلة صعبة من 18 حفرة ضد تومي جاكوبس وجاي بروير. جعل هذا نيكلاوس أول لاعب يفوز بلقب الماسترز على التوالي. فاز مرة أخرى في عام 1972 بثلاث ضربات. في عام 1975، فاز نيكلوس بضربة واحدة في منافسة متقاربة مع توم ويسكوف وجوني ميلر في واحدة من أكثر بطولات الماسترز إثارة حتى الآن.
أصبح غاري بلاير أول شخص غير أمريكي يفوز بلقب الماسترز في عام 1961، بفوزه على بالمر، حامل اللقب، بضربة واحدة عندما علق بالمر في الحفرة الأخيرة. في عام 1974، فاز مرة أخرى بضربتين. بعد عدم فوزه ببطولة في جولة بي جي ايه الأمريكية لما يقرب من أربع سنوات، وفي سن 42، فاز بلاير بلقب الماسترز الثالث والأخير في عام 1978 بضربة واحدة على ثلاثة لاعبين. يشارك بلاير حاليًا (مع فريد كابلز) الرقم القياسي في إجراء 23 مشاركة متتالية، ولعب في 52 بطولة ماسترز.
في عام 1975، أصبح لي إلدر أول أمريكي من أصل أفريقي يلعب في بطولة الماسترز، حدث هذا قبل 15 عامًا من اعتراف أوغوستا الوطني بأول عضو أسود لها، رون تاونسند، نتيجة لخلاف شول كريك.

### الثمانينيات - العقد الأول من القرن الحادي والعشرين
حقق غير الأمريكيين 11 انتصارًا في 20 عامًا في الثمانينيات والتسعينيات، وهي أقوى نتيجة حققوها في أي من البطولات الكبرى الثلاث التي أقيمت في الولايات المتحدة منذ الأيام الأولى لبطولة أمريكا المفتوحة. كان أول أوروبي يفوز بالماسترز هو سيف باليستيروس في عام 1980. أصبح نيكلاوس أكبر لاعب سناً يفوز بلقب الماسترز في عام 1986 عندما فاز للمرة السادسة في سن 46.
خلال هذه الفترة، لم يعاني أي لاعب غولف من خيبة أمل في الماسترز أكثر من جريج نورمان. في أول ظهور له في اوغوستا عام 1981، تصدر خلال التسعة الثانية لكنه انتهى بالمركز الرابع.. في عام 1987، خسر نورمان مباراة فاصلة عندما قام لاري ميزي بإطلاق تسديدة رائعة في الملعب بطول 45 ياردة للحفرة الثانية. وهكذا أصبح مايز أول مواطن من أوغوستا يفوز بالماسترز. كما قاد نورمان بطولة الماسترز لعام 1999 في الجولة التاسعة الثانية من الجولة الأخيرة، لكنه تعثر مرة أخرى واحتل المركز الثالث خلف الفائز خوسيه ماريا أولزابال، الذي فاز بسترته الخضراء الثانية. احتل نورمان المراكز الخمسة الأولى في بطولة الماسترز ثماني مرات لكنه لم يفز أبدًا.
حصل بن كرينشو ، البطل مرتين، على فوز بالماسترز في عام 1995، بعد أيام فقط من وفاة معلمه ومدربه هارفي بينيك. بعد أن قام بتسديدته النهائية للفوز، انهار وهو يبكي في الحفرة.
في عام 1997، أصبح تايجر وودز، البالغ من العمر 21 عامًا، أصغر بطل في تاريخ الماسترز، حيث فاز بـ 12 ضربة بمعدل 18 تحت المعدل 270 وهو الرقم القياسي ل 72 حفرة والذي ظل صامدًا لمدة 32 عامًا. في عام 2001 أكمل وودز سلسلته «تايغر سلام» بفوزه بالبطولة الكبرى الرابعة على التوالي في الماسترز بضربتين على ديفيد دوفال. فاز مرة أخرى في العام التالي، مما جعله ثالث لاعب في التاريخ (بعد نيكلاوس وفالدو) يفوز بالبطولة في سنوات متتالية،
في عام 2003، قامت مارثا بورك بمحاولة تنظيم احتجاج فاشلة في بطولة الماسترز للضغط على النادي لقبول العضوات من الإناث. خططت بورك للاحتجاج عند البوابات الأمامية للنادي خلال اليوم الثالث من البطولة، لكن طلبها للحصول على تصريح للقيام بذلك تم رفضه. تم رفض استئناف المحكمة. في عام 2004، ذكرت بورك أنها لا تخطط مرة أخرى للاحتجاج على النادي. قام النادي بقبول أول عضوة أنثى، كوندوليزا رايس ودارلا مور، في عام 2012.
في عام 2003، أصبح مايك وير أول كندي يفوز ببطولة كبرى وأول لاعب أعسر يفوز بالماسترز عندما هزم لين ماتياس في مباراة فاصلة. في العام التالي، فاز اللاعب الأيسر الآخر، فيل ميكلسون، بأول بطولة كبرى له ليهزم إرني إلس بضربة. فاز ميكلسون أيضًا بالبطولة عامي 2006 و 2010.. في عام 2012، فاز بوبا واتسون بالبطولة في الحفرة الثانية على لويس أوستويزن. في عام 2013، فاز آدم سكوت بلقب الماسترز في مباراة فاصلة على بطل 2009 أنخيل كابريرا، مما جعله أول أسترالي يفوز بالبطولة. فاز واتسون ببطولة الماسترز لعام 2014 بثلاث ضربات على جوردان سبيث وجوناس بليكست، وهو ثاني لقب له في الماسترز في ثلاث سنوات والسادس للاعب باليد اليسرى في 12 سنة. في عام 2015، سيصبح سبيث ثاني أصغر فائز (خلف وودز) في ثاني بطولة ماسترز له فقط، مساويًا الرقم القياسي لتسجيل وودز المكون من 72 حفرة. في عام 2017، فاز سيرجيو غارسيا على جاستن روز في مباراة فاصلة ليحصل على لقبه الأول الذي طال انتظاره. في عام 2019، حصل تايجر وودز على لقب الماسترز الخامس له، وهو أول فوز له في أوغوستا ناشيونال منذ 14 عامًا وأول لقب كبير له منذ عام 2008.
تم تأجيل بطولة 2020، التي كان من المقرر إجراؤها في الأصل من 9 إلى 12 أبريل، حتى نوفمبر بسبب تفشي فيروس كورونا المستمر.

## العادات

### الجوائز
بلغ مجموع الجوائز المالية لبطولة 2014 9,000,000 دولار أمريكي، حصل للفائز 1,620,000 دولار أمريكي. في العام الافتتاحي لعام 1934، تلقى الفائز هورتون سميث 1500 دولار من أصل 5000 دولار. بعد فوز نيكلوس الأول في عام 1963، حصل على 20000 دولار، بينما فاز بعد فوزه الأخير في عام 1986 بمبلغ 144000 دولار. في السنوات الأخيرة نمت المحفظة بسرعة. بين عامي 2001 و 2014، نمت حصة الفائز بمقدار 612000 دولار، ونمت المحفظة بمقدار 3,400,000 دولار.

#### سترة خضراء
بالإضافة إلى جائزة نقدية، يُمنح الفائز في البطولة سترة خضراء مميزة، مُنحت رسميًا منذ عام 1949 وتم منحها بشكل غير رسمي للأبطال من السنوات السابقة. المعطف الرياضي الأخضر هو الزي الرسمي الذي يرتديه أعضاء النادي أثناء تواجدهم في أرض الملعب؛ يصبح كل فائز بالماسترز عضوًا فخريًا في النادي.
حسب التقاليد، يضع الفائز في بطولة الماسترز للعام السابق السترة على الفائز الحالي في نهاية البطولة. في عام 1966، أصبح جاك نيكلوس أول لاعب يفوز في سنوات متتالية وارتدى السترة بنفسه. عندما كرر نيك فالدو (في عام 1990) وتايجر وودز (في عام 2002) دور البطولة، البسه رئيس أوغوستا ناشيونال السترة.
هناك العديد من الجوائز المقدمة للاعبين الذين قاموا بإنجازات استثنائية خلال البطولة. اللاعب الذي يحصل على أقل نتيجة يومية يحصل على مزهرية من الكريستال، بينما اللاعب الذي يسجل حفرة واحدة أو نسرًا مزدوجًا يربح وعاء بلوري كبير. لكل نسر يصنعه اللاعب، يحصلون على زوج من الكؤوس الكريستالية.
بالإضافة إلى السترة الخضراء، يحصل الفائزون في الدورة على ميدالية ذهبية. في عام 2017، تم بيع سترة خضراء تم العثور عليها في أحد متاجر التوفير في عام 1994 في مزاد بمبلغ 139 ألف دولار.

#### الجوائز
يتم أيضًا نقش أسماء الفائزين على كأس الماسترز الفضي الفعلي. حصل الوصيف على ميدالية فضية، تم تقديمها لأول مرة في عام 1951. وابتداءً من عام 1978، تمت إضافة سيف فضي كجائزة للمركز الثاني.
في عام 1962، بدأ الماسترز في تقديم جائزة، تُعرف باسم الكأس الفضية، للهواة الأقل نقاطًا. كان هناك ستة لاعبين فازو ببطولة الهواة وبعدهت الفوز بالماسترز كمحترف. هؤلاء اللاعبون هم كاري ميدليكوف وجاك نيكلوس وبن كرينشو وفيل ميكلسون وتايجر وودز وسيرجيو جارسيا.
يزن الكأس الأصلي أكثر من 130 رطلاً، ويجلس على قاعدة بعرض أربعة أقدام. يوجد بشكل دائم في نادي اوغوستا الوطني. يبلغ طول النسخة المتماثلة، وهي أصغر بكثير، 6.5 بوصات ويزن 20 رطلاً. يتم نقش اسم كل من البطل والوصيف على الكأس.
تم تقديم كأس النسر المزدوج في عام 1967 عندما قام بروس ديفلين بالتحصين لنسر مزدوج في المرتبة الثامنة. كان هو الثاني فقط الذي يفعل ذلك، والأول منذ 32 عامًا، بعد جين سارازين في الحفرة 15 في عام 1932. الكأس عبارة عن وعاء بلوري كبير محفور عليه «بطولة الماسترز» حول القمة.

### أحداث ما قبل البطولة
في عام 2013، اشتركت اوغوستا الوطنية مع الاتحاد الأمريكي للغولف وبي جي ايه أمريكا لتأسيس درايف، تشيب اند بوت، وهي مسابقة لمهارات الجولف للشباب والتي عقدت لأول مرة في عام 2014. تم تأسيس هذا الحدث كجزء من الجهود للمساعدة في تعزيز رياضة الجولف بين الشباب. يتأهل الفائزون في التصفيات المحلية في مختلف الفئات العمرية إلى النهائيات الوطنية، والتي أقيمت في أوغوستا ناشيونال يوم الأحد الذي يسبق بطولة الماسترز مباشرة. تقام أجزاء القيادة والتقطيع من الحدث في نطاق التدريب الخاص بالملعب، ولكن تم لعب جزء الرفع في الحفرة الثامنة عشرة للملعب.
في 4 أبريل 2018، قبل بطولة 2018، أعلن رئيس أوغوستا الوطني الجديد فريد ريدلي أن النادي سيستضيف هواة أوغوستا الوطنيين للسيدات ابتداءً من عام 2019. ستقام الجولتان الأوليان في نادي شامبيونز ريتريت في إيفانز، جورجيا، مع استضافة الجولتين الأخيرتين من قبل نادي اوغوستا الوطني (ستقام الجولة الأخيرة يوم السبت الذي يسبق البطولة مباشرة). ذكر ريدلي أن عقد مثل هذا الاحداث في أوغوستا ناشيونال سيكون له «الأثر الأكبر» على جولف السيدات.

### دعوات اللاعب
كما هو الحال مع البطولات الأخرى، يمنح الفوز بلقب الماسترز لاعب غولف امتيازات عديدة تجعل حياته المهنية أكثر تألقا. تتم دعوة أبطال الماسترز تلقائيًا للعب في التخصصات الثلاثة الأخرى (بطولة الولايات المتحدة المفتوحة، والبطولة المفتوحة، وبطولة بي جي ايه) للسنوات الخمس المقبلة (باستثناء الفائزين الهواة، ما لم يتحولوا إلى محترفين خلال فترة الخمس سنوات)، وكسب دعوة مدى الحياة للماسترز. يحصلون أيضًا على عضوية في جولة بي جي ايه للمواسم الخمسة التالية ودعوات إلى بطولة اللاعبين لمدة خمس سنوات.
نظرًا لأن البطولة تم تأسيسها من قبل بطل الهواة، بوبي جونز، فإن للماسترز تقليد تكريم هواة الجولف. وتدعو الفائزين بأهم بطولات الهواة في العالم. أيضًا، يلعب بطل الهواة الأمريكي الحالي دائمًا في نفس المجموعة التي يلعب فيها حامل اللقب الماسترز في أول يومين من البطولة.

### عشاء الأبطال
يقام عشاء الأبطال كل عام مساء الثلاثاء الذي يسبق جولة الخميس الأولى. أقيم حفل العشاء لأول مرة عام 1952، واستضافه حامل اللقب بن هوجان، لتكريم الأبطال السابقين في البطولة. في ذلك الوقت، تم لعب 15 بطولة، وكان عدد الأبطال السابقين 11. يُعرف رسميًا باسم «نادي الماسترز»، وهو لا يشمل سوى الفائزين السابقين بالماسترز، على الرغم من أن أعضاء منتخبين من نادي أوغوستا الوطني للغولف تم تضمينهم كأعضاء فخريين، وعادة ما يكون الرئيس.
يختار البطل المدافع، بصفته المضيف، قائمة العشاء. في كثير من الأحيان، يقدم أبطال الماسترز المأكولات من مناطقهم الأصلية التي أعدها الطاهي الرئيسي. ومن الأمثلة البارزة على ذلك هاجيس، الذي قدمه سكوتسمان ساندي لايل في عام 1989، وبوبوتي، وهو طبق جنوب أفريقي، تم تقديمه بناءً على طلب بطل 2008 تريفور إميلمان. كان عشاء فيل نيكلسون لعام 2011 عبارة عن قائمة ذات طابع إسباني على أمل أن يحضر سيفي بايستيروس، لكنه كان مريضًا جدًا بحيث لم يحضر وتوفي بعد أسابيع.
في عام 1998، بعد فوز تايجر وودز في عام 1997، قدم برجر بالجبن وشطائر دجاج وبطاطس مقلية وميلك شيك. كان وودز أصغر فائز، وعندما سئل عن خياراته الغذائية، أجاب «قالوا إنه يمكنك اختيار أي شيء تريده... مرحبًا، هذا جزء من كوني صغير، هذا ما آكله.» لقد أثار عشاء الأبطال الأول في وودز بعض الجدل، حتى قبل أن يصل أول برجر إلى الشواية. تسبب فوزي زولر، بطل عام 1979، في عاصفة إعلامية عندما اقترح أن يمتنع وودز عن تقديم خضار الكرنب والدجاج المقلي، وهي أطباق مرتبطة بشكل شائع بالثقافة الأمريكية الأفريقية، في العشاء.

## التاريخ
بطولة الماسترز هي أول بطولة كبرى في العام. منذ عام 1948، تم تحديد موعد الجولة الأخيرة في يوم الأحد الثاني من أبريل، مع عدة استثناءات. وانتهت في أول يوم أحد أربع مرات (1952، 1957، 1958، 1959) وانتهت بطولات 1979 و 1984 في 15 أبريل، وهو ثالث شهر أحد. عقدت الطبعة الأولى في عام 1934 في أواخر مارس، وكانت الدورات العشرة التالية في أوائل أبريل، وكان من المقرر أن ينتهي حدث عام 1942 في يوم الأحد الثاني. عُقد حدث 2020، الذي تم تأجيله بسبب وباء كورونا، في الفترة من 12 إلى 15 نوفمبر، وبالتالي كان إستثناءا آخر حدث في العام.
في الأصل، كانت بطولة الماسترز هي البطولة الوحيدة التي تستخدم أزواج من شخصين خلال أول جولتين. كان أيضًا الحدث الوحيد الذي تمت إعادة الاقتران به استنادًا إلى لوحة المتصدرين قبل جولة الجمعة، حيث أن معظم البطولات تفعل ذلك في عطلة نهاية الأسبوع فقط. انتهت هذه الممارسة في أوائل العقد الأول من القرن الحادي والعشرين، عندما تحولت الماسترز إلى المجموعات القياسية المكونة من ثلاثة لاعبين، وظلت المجموعات الآن كما هي يوم الجمعة، مع مشاركة اللاعبين نفس شركاء اللعب في كلتا الجولتين الأوليين.[بحاجة لمصدر]

## الملعب
كان ملعب الجولف في السابق مشتلًا للنباتات وتم تسمية كل حفرة باسم الشجرة أو الشجيرة التي ارتبطت بها. مخطط الملعب في 2019 :
| الحفرة  | اسم                     | الياردات | النقاط  |         | الحفرة        | اسم     | الياردات | النقاط |
| ------- | ----------------------- | -------- | ------- | ------- | ------------- | ------- | -------- | ------ |
| 1       | شاي زيتون               | 445      | 4       |         | 10            | كاميليا | 495      | 4      |
| 2       | قرانيا الوردي           | 575      | 5       | 11      | قرانيا بيضاء  | 505     | 4        |        |
| 3       | المزهرة الخوخ           | 350      | 4       | 12      | الجرس الذهبي  | 155     | 3        |        |
| 4       | التفاح السلطعون المزهرة | 240      | 3       | 13      | أزاليا        | 510     | 5        |        |
| 5       | ماغنوليا                | 495      | 4       | 14      | التنوب الصيني | 440     | 4        |        |
| 6       | العرعر                  | 180      | 3       | 15      | فيريثورن      | 530     | 5        |        |
| 7       | بامباس                  | 450      | 4       | 16      | ريدبد         | 170     | 3        |        |
| 8       | ياسمين أصفر             | 570      | 5       | 17      | ناندينا       | 440     | 4        |        |
| 9       | كارولينا شيري           | 460      | 4       | 18      | هولي          | 465     | 4        |        |
| المجموع | المجموع                 | 3,765    | 36      | المجموع | المجموع       | 3,710   | 36       |        |
| المصدر: | المصدر:                 | المصدر:  | المصدر: | المصدر: | مجموع         | مجموع   | 7,475    | 72     |

أطوال ملعب الماسترز في بداية كل عقد:
| - 2010 : 7,435 يارد (6,799 م) - 2000 : 6,985 يارد (6,387 م) - 1990 : 6,905 يارد (6,314 م) - 1980 : 7,040 يارد (6,437 م) | - 1970 : 6,980 يارد (6,383 م) - 1960 : 6,980 يارد (6,383 م) - 1950 : 6,900 يارد (6,309 م) - 1940 : 6,800 يارد (6,218 م) |

## المشاركة
يمتلك الماسترز أصغر عدد من المشاركين في البطولات الكبرى، حيث يضم 90-100 لاعب. على عكس البطولات الأخرى، لا توجد دورات بديلة أو مؤهلة. إنه حدث دعوة، حيث يتم إصدار الدعوات إلى حد كبير على أساس تلقائي للاعبين الذين يستوفون المعايير المنشورة. تمت دعوة أفضل 50 لاعبًا في التصنيف العالمي الرسمي للجولف.
فئات الدعوة
1. أبطال بطولة الماسترز (مدى الحياة)
2. أبطال أمريكا المفتوحة (خمس سنوات)
3. البطل المفتوح (خمس سنوات)
4. أبطال بي جي ايه (خمس سنوات)
5. الفائزون في بطولة اللاعبين (ثلاث سنوات)
6. الحاصل على الميدالية الذهبية الأولمبية الحالية (سنة واحدة)
7. بطل الولايات المتحدة الحالي للهواة والوصيف
8. بطل الهواة البريطاني الحالي
9. بطل آسيا والمحيط الهادئ الحالي للهواة
10. بطل الولايات المتحدة الحالي في منتصف الهواة
11. بطل أمريكا اللاتينية الحالي للهواة
12. أول 12 لاعبًا في بطولة الماسترز للعام السابق
13. أول 4 لاعبين في بطولة أمريكا المفتوحة العام الماضي
14. أول 4 لاعبين في بطولة العام الماضي المفتوحة
15. أول 4 لاعبين في بطولة بي جي ايه للعام السابق
16. الفائزون في جولة بي جي ايه للموسم العادي وأحداث التصفيات التي تمنح على الأقل تخصيصًا كامل النقاط لكأس FedEx.
17. المتأهلون لبطولة الجولة التي انتهت الموسم في العام الماضي (أفضل 30 في كأس FedEx قبل البطولة)
18. المتصدرون الخمسون في التصنيف العالمي الرسمي للجولف المنشور خلال الأسبوع السابق لبطولة الماسترز الحالية

سيحقق معظم اللاعبين أكثر من شرط من هذه الشروط. يمكن للجنة الماسترز، وفقًا لتقديرها، دعوة أي لاعب غولف غير مؤهل، على الرغم من أن هذه الدعوات عمليًا مخصصة حاليًا للاعبين الدوليين.

## ابطال
كان أول فائز في بطولة الماسترز هورتون سميث في عام 1934، وكرر ذلك في عام 1936. اللاعب الأكثر تتويجا بالماسترز هو جاك نيكلوس، الذي فاز بست مرات بين عامي 1963 و 1986. حقق تايجر وودز خمسة انتصارات، يليه أرنولد بالمر بأربعة، وجيمي ديماريت وجاري بلاير وسام سنيد ونيك فالدو وفيل ميكلسون بثلاثة ألقاب. كان بلاير هو أول فائز غير أمريكي في البطولة مع فوزه الأول في عام 1961. اما اللاعبون الذين توجوا مرتين فهم بايرون نيلسون، بن هوجان، توم واتسون، سيفي بايستيروس، برنارد لانجر، بين كرينشو، جوز ماريا أولزابال، وبوبا واتسون.

## السجلات
حصل جاك نيكلوس على أكبر عدد من الماسترز (ستة) وكان عمره 46 سنوات و82 أيام عندما فاز في عام 1986، مما جعله أكبر فائز بالماجستير. أصغر فائز بالماجستير هو تايجر وودز، الذي كان عمره 21 سنوات و104 أيام عندما فاز في عام 1997. في ذلك العام حطم وودز أيضًا الأرقام القياسية لأكبر هامش ربح (12 ضربة)، وأدنى درجة ربح، مع 270 (−18). تعادل جوردان سبيث برقمه القياسي في عام 2015، وكسره داستن جونسون في عام 2020.
في عام 2013، أصبح غوان تيان لانغ أصغر لاعب على الإطلاق ينافس في بطولة الماسترز، في سن 14 سنوات و168 أيام عامًا في يوم افتتاح البطولة ؛ في اليوم التالي، أصبح أصغر من يقوم بالقطع في بطولة الماسترز أو أي بطولة كبرى للرجال.
يحمل جاري بلاير الرقم القياسي في أكبر عدد من المشاركات برصيد 52. يحمل أيضًا الرقم القياسي لعدد المشاركات المتتالية، حيث بلغ 23 بين 1959 و 1982 (لم ينافس في عام 1973 حيث كان يتعافى من عملية جراحية). يشارك هذا الرقم القياسي مع فريد كابلز، الذي نافس بين عامي 1983 و 2007، ولم يلعب في عامي 1987 و 1994

## البث

### تلفزيون الولايات المتحدة
| شبكة الاتصال                    | سنوات من البث |
| ------------------------------- | ------------- |
| سي بي اس                        | 1956 حتى الآن |
| شبكة الولايات المتحدة الأمريكية | 1982 - 2007   |
| ESPN                            | 2008 حتى الآن |

في عام 2005، بثت شبكة سي بي إس البطولة بكاميرات سلكية ثابتة ومحمولة عالية الدقة، بالإضافة إلى كاميرات لاسلكية محمولة بدقة قياسية. في عام 2006، بدأ تيار ويب يسمى "Amen Corner Live" يوفر تغطية لجميع اللاعبين الذين يمرون عبر الحفر 11 و 12 و 13 من خلال جميع الجولات الأربع. كانت هذه أول بطولة كبرى متعددة الحفر تبث على الإنترنت بشكل كامل. في عام 2007، أضافت شبكة سي بي إس برنامج «ماسترز إكسترا»، وهو عبارة عن ساعة إضافية من التغطية الكاملة للمكافآت اليومية على الإنترنت، قبل البث التلفزيوني.

### التغطية الإذاعية
قدم WestwoodOne (سابقًا Dial Global و CBS Radio) تغطية البث الإذاعي المباشر في الولايات المتحدة منذ عام 1956. يمكن أيضًا سماع هذه التغطية على موقع الماسترز الرسمي. توفر الشبكة تحديثات قصيرة مدتها دقيقتان أو ثلاث دقائق طوال البطولة، بالإضافة إلى مقاطع أطول مدتها ثلاث وأربع ساعات في نهاية اليوم.

## التذاكر
على الرغم من أن تذاكر الماسترز ليست باهظة الثمن، إلا أنه من الصعب جدًا الحصول عليها. حتى الجولات التدريبية قد يكون من الصعب الدخول إليها. يجب تقديم طلبات الحصول على تذاكر الجولة التدريبية قبل عام تقريبًا ويتم اختيار المتقدمين الناجحين بالاقتراع العشوائي.. تم فتح قائمة الانتظار لقائمة المستفيدين في عام 1972 وأغلقت في عام 1978. أعيد افتتاحه في عام 2000 وأغلق بعد ذلك مرة أخرى. في عام 2008، بدأ الماسترز أيضًا في السماح للأطفال (الذين تتراوح أعمارهم بين 8 و 16 عامًا) بالدخول في أيام البطولة مجانًا إذا كانوا برفقة بالغ معه تذكرة.
جعلت صعوبة الحصول على شارات الماسترز البطولة واحدة من أكبر الأحداث نشاطا في سوق التذاكر السوداء. يتم تسليم غالبية شارات الماسترز إلى نفس مجموعة الرعاة والمعجبين والأعضاء كل عام، ويقرر حاملو التذاكر الدائمة أحيانًا بيع شاراتهم من خلال أسواق التذاكر الكبيرة مثل StubHub و TicketCity و VividSeats. ستسمح بعض هذه الأسواق للمعجبين بشراء شارة الماسترز ليوم واحد، على عكس البطاقة التقليدية لمدة 4 أيام.

## روابط خارجية
- الموقع الرسمي
- Augusta.com - تغطية من قبل The Augusta Chronicle
- Final Round broadcasts على يوتيوب، التي نشرتها قناة الماسترز الرسمية